# The Hebrides
The Hebrides (tiếng Đức: Die Hebrides, tên gọi khác: Động Fingal(tiếng Đức: Die Fingalshöhle)) là bản overture cung Si thứ, Op.26 của nhà soạn nhạc người Đức gốc Do Thái Felix Mendelssohn. Có ý kiến cho rằng ông viết bản overture khi đi thăm Hebrides và đảo Saffa vào năm 1829 (thực ra ông đã ghi nhanh chủ đề của tác phẩm này trong một bức thư được viết trước khi thăm Saffa). Mendelssohn đã viết nó vào năm 1830, tên gọi ban đầu là Hòn đảo hiu quạnh (tiếng Đức: Die einsame Insel).